# Тимарид
Тимарид (греч. Θυμαρίδας; около 400 до н. э., Парос, Южные Эгейские острова — около 350 до н. э.) — древнегреческий математик, пифагореец, известный математической деятельностью, связанной с простыми числами и системами линейных алгебраических уравнений. 
Иногда его имя записывается как Фимарид.
Единственные сведения о нём находятся у неопифагорейца Ямвлиха. У него он упоминается несколько раз, в частности как ученик Пифагора и как автор решения специальной системы линейных уравнений. Если это один и тот же человек, то его, вероятно, следует отнести к числу тарентинских математиков, современников Архита. Впрочем историк античности Дильс считал невозможным отнести эту деятельность к IV веку до н. э. Возможно у Ямвлиха речь идёт о разных математиках: Тимарид, решавший систему линейных уравнений, был более поздним математиком, а Тимарид с Пароса (или из Тарента) является лишь героем пифагорейской традиции.

## Жизнь и деятельность
О жизни Тимарида известно немного, но считается, что он был богатым человеком, который затем обнищал. Согласно источникам, Тессор отправился на Парос, чтобы передать Тимариду деньги, собранные для него.
Ямвлих утверждает, что Тимарид называл простые числа «прямолинейными», так как они могут быть представлены только в виде отрезка. Составные числа, в отличие от простых, можно представить в виде прямоугольника, площадь которого равна составному числу. Единицу (монаду) Тимарид называл «ограничивающим количество».

## Эпантема Тимарида
Ямвлих в своих комментариях к Introductio arithmetica утверждает, что Тимарид также работал с системами линейных уравнений. В частности, он создал правило, известное как «цветок Тимарида» (или эпантема Тимарида), согласно которому:

Если дана сумма n некоторых величин, а также попарные суммы одной величины и всех остальных величин, то первая величина равна 1/(n + 2) от разности сумм чисел в этих парах и первой упомянутой суммы.

Используя современные обозначения, Тимарид разработал решение системы уравнений следующего вида:
{\displaystyle {\begin{aligned}x+x_{1}+x_{2}+\cdots +x_{n-1}&=s,\\x+x_{1}&=m_{1},\\x+x_{2}&=m_{2},\\&~~\vdots \\x+x_{n-1}&=m_{n-1}.\end{aligned}}}
Далее Ямвлих описывает действия, которые необходимо проделать с системами уравнений в форме
{\displaystyle {\begin{aligned}x+y&=\alpha (z+u),\\x+z&=\beta (u+y),\\x+u&=\gamma (y+z),\\\end{aligned}}}
чтобы привести их к данному виду.